# Hans Achatz

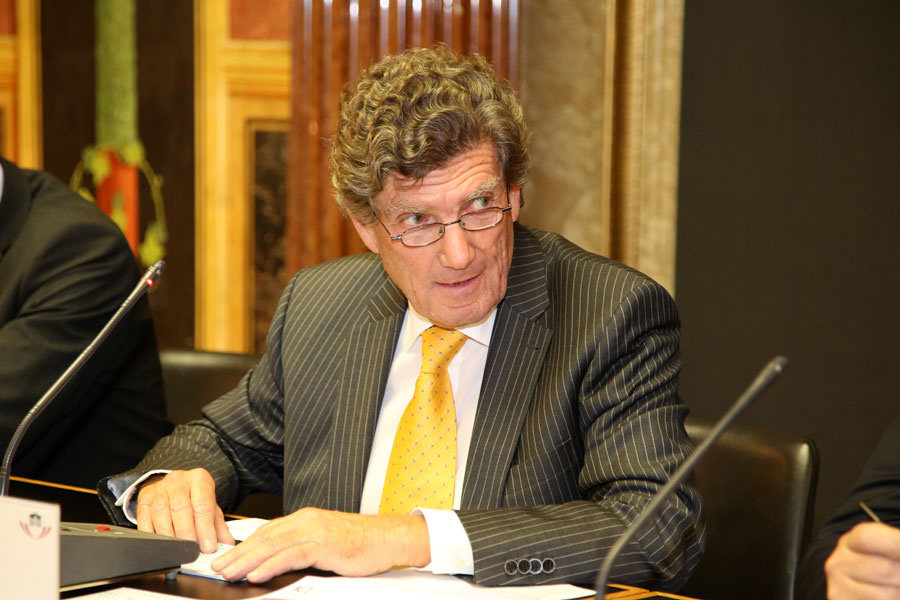
Hans Achatz (2014)

Hans Achatz (* 19. Dezember 1943 in Haag; † 9. April 2017 in Eferding) war ein österreichischer Politiker (FPÖ) und Richter. Achatz war von 1985 bis 1991 Abgeordneter zum Oberösterreichischen Landtag sowie von 1991 bis 2003 Landesrat in der Oberösterreichischen Landesregierung.

## Ausbildung und Beruf
Achatz besuchte das Bundesrealgymnasium in Steyr und war Mitgründer der Schülerverbindung conservative Pennalie Eysn zu Steyr. Er studierte nach der Matura Rechtswissenschaft an der Universität Wien. Während seines Studiums wurde er 1962 Mitglied der Wiener akademischen Burschenschaft Libertas. Nach seinem Studium absolvierte er eine Ausbildung als Richter in Wien, Enns, Steyr und Linz. Nach seiner Ernennung zum Richter im Jahr 1973 wurde er ab 1976 am Bezirksgericht Ried im Innkreis eingesetzt, 1977 übernahm er den Vorsitz in einem Schöffen- und Geschworenensenat.

## Politik und Funktionen
Achatz trat bereits 1962 der FPÖ bei und engagierte sich während seiner Studienzeit als Studentenvertreter an der Universität Wien. Er engagierte sich von 1972 bis 1975 als aktives Mitglied des Komitees gegen das geplante Atomkraftwerk Stein/St. Pantaleon in Enns und arbeitete ab 1980 in der FPÖ-Bezirksorganisation Ried im Innkreis mit. Er wurde am 4. Oktober 1984 als Abgeordneter zum Oberösterreichischen Landtag angelobt, dem er bis zum 29. Oktober 1991 angehörte. Zudem war er ab dem 1. Juli 1989 Klubobmann des FPÖ-Landtagsklubs und zuvor ab 1985 bereits Klubobmann-Stellvertreter. Darüber hinaus wirkte er ab 1985 als Gemeinderat und Obmann des Umweltausschusses. Nach dem Wahlerfolg der FPÖ bei der Landtagswahl 1991 übernahm Achatz als erster FPÖ-Politiker das Amt eines Landesrates in der Oberösterreichischen Landesregierung, wobei ihm bis zum 31. Oktober 1997 die Ressorts Wasserrecht, Wasserbau und Veterinärwesen bzw. ab dem 31. Oktober 1997 die Ressorts Wasserrecht, Wasserbau, Veterinärwesen, Sparkassen und Lawinenverbauung unterstanden. Achatz trat infolge des „Knittelfelder Putsches“ im September 2002 von seiner Rolle als FPÖ-Landesparteiobmann zurück, wobei er als einer der Drahtzieher des FPÖ-internen Putsches galt. Sein Amt als Landesrat übte er bis zu seinem Ausscheiden am 28. September 2003 aus.
Zu den politischen Schwerpunkten von Hans Achatz zählten der Kampf gegen das Atomkraftwerk Temelin und der Widerstand gegen den Neubau des Linzer Musiktheaters („Theater im Schlossberg“).

## Privates
Achatz war ab September 2000 in zweiter Ehe mit Anna Elisabeth Achatz verheiratet. Er ist Vater von drei Söhnen (aus erster Ehe).

## Auszeichnungen
- Großes Ehrenzeichen des Landes Oberösterreich[4]